# Bicyclus nandina
Bicyclus nandina är en fjärilsart som beskrevs av Jörg Ansorge. Bicyclus nandina ingår i släktet Bicyclus och familjen praktfjärilar. Inga underarter finns listade i Catalogue of Life.